# Господин де Пурсоньяк
«Господи́н де Пурсонья́к» (фр. Monsieur de Pourceaugnac) — комедия-балет в трёх актах Мольера и Ж. Б. Люлли, написанная в 1669 году по заказу короля Людовика XIV по мотивам комедии из репертуара комедии дель арте «Несчастья Пульчинеллы». Впервые представлена 6 октября 1669 г. в замке Шамбор; парижская премьера состоялась в театре Пале-Рояль 15 ноября того же года; в России впервые поставлена в московском Малом театре в 1867 г.

## История постановки
В сезон осенней охоты Людовик XIV устраивает многодневные празднества в своём замке в Шамборе, где, среди множества других представлений, должна быть сыграна новая комедия Мольера, сюжет которой («Несчастья Пульчинеллы») выбран самим королём. Интрига основывается на сатирических приключениях глупого провинциала в Париже. Образ лиможского дворянина взят Мольером из жизни: во время одного из спектаклей некий лиможец безобразно повёл себя во время спектакля, поссорился с актёрами и грубейшим образом их обругал.
Представление в Шамборе разыгрывалось в лестничном фойе, где декорациями было обозначено только два дома и задник с нарисованным городом, на сцене не было даже ни одного предмета мебели. Заглавную роль должен был играть сам Мольер, но он заболел, и на премьере Пурсоньяка играл Люлли.

## Действующие лица
- Господин де Пурсоньяк, дворянин из Лиможа
- Оронт, парижанин
- Юлия, дочь Оронта
- Эраст, влюблённый в Юлию
- Нерина, интриганка, выдаёт себя за уроженку Пикардии
- Люсетта, выдаёт себя за уроженку Гаскони
- Сбригани, неаполитанец
- Первый доктор
- Второй доктор
- Аптекарь
- Крестьянин и Крестьянка
- Два солдата швейцарской гвардии
- Полицейский
- Два стрелка
- Лакеи
- Дети

### Действующие лица балета
- Два певца и певица
- Два доктора
- Два адвоката
- Два прокурора
- Два сержанта
- Два балетмейстера
- Два пажа
- Четверо любопытных
- Цыганка и цыган
- Два солдата швейцарской гвардии
- Маски
- Музыканты и танцоры

## Сюжет
Действие происходит в Париже.
- В прологе музыканты выражают страсть двух влюблённых, которые должны бороться с противодействием родителей. Четверо любопытных, привлечённых зрелищем, повздорили между собой и танцуют, обнажив шпаги и сражаясь. Два солдата из швейцарской гвардии разнимают дерущихся и танцуют вместе с ними.
- Действие первое. Эраст и Юлия любят друг друга, но Оронт, отец Юлии, хочет выдать её замуж за господина де Пурсоньяка, лиможского дворянина. Сбригани обещает помочь влюблённым. Он встречает Пурсоньяка и препоручает его в руки докторов, объявив его сумасшедшим. В заключительном балете первого акта два доктора начинают лечение Пурсоньяка, тот пытается убежать, но доктора и шуты с огромными клистерами бегут за ним.
- Действие второе. Сбригани, переодевшись фламандцем, встречается с Оронтом и рассказывает ему о якобы огромных долгах Пурсоньяка, а потом, наедине с Пурсоньяком, предупрежает его о мнимой нескромности его будущей невесты. Оронт и Пурсоньяк набрасываются друг на друга со взаимными обвинениями. Юлия разыгрывает страстную любовь к Пурсоньяку, но разъярённый отец прогоняет её. Неожиданно появляется Нерина и кричит, что Пурсоньяк женился на ней, а потом бросил с маленькими детьми. Люсетта говорит то же самое. С криками «Папа! Папа!» прибегают дети. Пурсоньяк не знает, куда деваться. Он идёт за помощью к юристам. В заключительном балете второго акта адвокаты и прокуроры обвиняют его в многожёнстве и считают, что его нужно повесить. Пурсоньяк прогоняет их палкой.
- Действие третье. Скрываясь от петли, Пурсоньяк переодевается в женское платье. К нему начинают приставать два солдата-швейцарца. На помощь приходит полицейский. Он прогоняет солдат, но узнаёт, что эта дама на самом деле господин де Пурсоньяк; однако, получив хорошую взятку, отпускает его. Сбригани прибегает к Оронту с известием о том, что его дочь сбежала вместе с Пурсоньяком. Эраст является перед Орантом и рассказывает, как спас Юлию. В награду за это, Оронт отдаёт её Эрасту в жёны. В заключительном балете маски прославляют наслаждение.